# Bundesstraße 437
Pour les articles homonymes, voir Route 437.
La Bundesstraße 437 est une Bundesstraße du Land de Basse-Saxe.

## Géographie
La Bundesstraße 437 part de Friedeburg, où elle bifurque de la Bundesstraße 436, dans l'arrondissement de Wittmund par Bockhorn et Varel dans l'arrondissement de Frise et Stadland dans l'arrondissement de Wesermarsch jusqu'à la Bundesautobahn 27 jusqu'à Stotel dans l'arrondissement de Cuxhaven, au sud de Bremerhaven. La B 437 offre la possibilité la plus septentrionale d'emprunter une route allant de la Frise orientale à la Weser et de la rive ouest à la rive est de la Weser.
À Varel, la B 437 est rétrécie avant l'ouverture du tunnel de la Weser, ce qui entraîne désormais des problèmes de passage vers l'A 29 en raison de la forte augmentation du trafic. Le trafic routier du JadeWeserPort vers la zone à l'est de la Weser sera repris à l'avenir par l'A 20, qui doit conduire au sud de Jaderberg jusqu'au tunnel de la Weser.

## Histoire
La chaussée de Varel à Rodenkirchen est construite en 1865. Cette Landstraße bien développée est réaménagée le 1er janvier 1962 sous le nom de Bundesstraße 437.
Depuis janvier 2004, la Bundesstraße passe sous la Weser (Wesertunnel) au sud de Nordenham et Bremerhaven dans un tunnel de 1 645 mètres de long. Hormis les ferries, ce tunnel est la seule liaison est-ouest entre le dernier pont de Brême et l'embouchure de la Weser dans la mer du Nord. À l'ouverture du tunnel, le ferry près de Dedesdorf est fermé. Le ferry à grande vitesse Brake–Sandstedt circule désormais toutes les 20 minutes pendant la journée.

## Source
- (de) Cet article est partiellement ou en totalité issu de l’article de Wikipédia en allemand intitulé « Bundesstraße 437 » (voir la liste des auteurs).

1. ↑  (de) Lueesse, Gipperich, Faesecke, « Querung der Unterweser im Zuge der Bundesstrasse B 437 », Tiefbau TBG, vol. 113,‎ 2001 (lire en ligne)